# 5-й військовий округ (Третій Рейх)

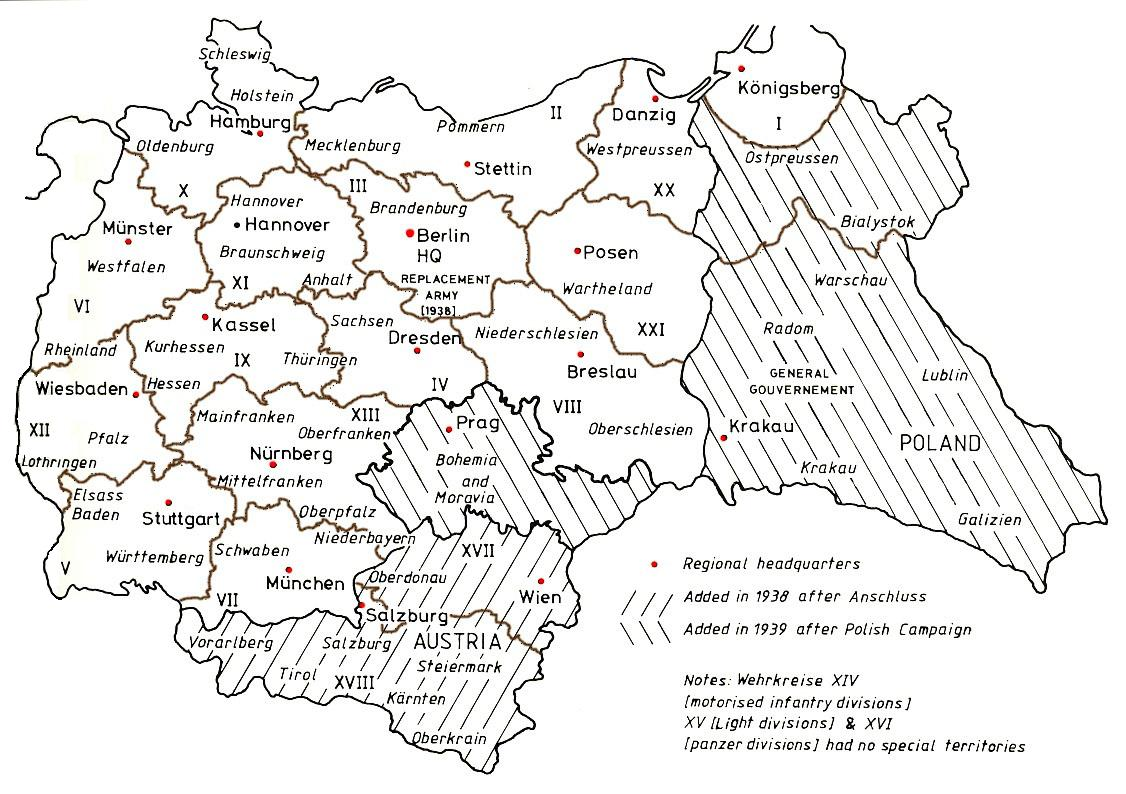
Карта військово-адміністративного розподілу Третього Рейху на 1944 рік

5-й військовий округ (нім. Wehrkreis V) — одиниця військово-адміністративного поділу Збройних сил Німеччини за часів Веймарської республіки та Третього Рейху.

### Командування
Командувачі

#### Рейхсвер
- генерал від інфантерії Вальтер фон Бергманн (нім. Walter von Bergmann) (8 жовтня 1919 — 16 травня 1920);
- генерал від інфантерії Вальтер Райнгардт (нім. Walther Reinhardt) (16 травня 1920 — 1 січня 1925);
- генерал від інфантерії Ернст Гассе (нім. Ernst Hasse) (1 січня 1925 — 1 лютого 1927);
- генерал від інфантерії Герман Райніке (нім. Hermann Reinicke) (1 лютого 1927 — 30 вересня 1929);
- генерал від інфантерії барон Ганс Зойттер фон Лецен (нім. Hans Freiherr Seutter von Lötzen) (1 жовтня 1929 — 1 грудня 1931);
- генерал-лейтенант Курт Лібманн (нім. Curt Liebmann) (1 грудня 1931 — 1 серпня 1934).

#### Вермахт
- генерал-лейтенант Герман Геєр (нім. Hermann Geyer) (1 серпня 1934 — 30 квітня 1939);
- генерал від інфантерії Ріхард Руофф (нім. Richard Ruoff) (1 травня — 26 серпня 1939);
- генерал від інфантерії Ервін Оссвальд (нім. Erwin Oßwald) (26 серпня 1939 — 31 серпня 1943);
- генерал танкових військ Рудольф Фаєль (нім. Rudolf Veiel) (31 серпня 1943 — 20 липня 1944);
- генерал від інфантерії Ганс Шмідт (нім. Hans Schmidt) (20 липня — листопад 1944);
- генерал артилерії Максиміліан Фельцманн (нім. Maximilian Felzmann) (15 квітня — 8 травня 1945).